# Stellung (Roulette)
Stellung ist der veraltete Ausdruck für die erfolgte Platzierung von Spielmarken als Wetteinsatz auf dem Tableau französischer Roulettetische.
Der Vorgang des „Stellens“ war bis Ende des 19. Jahrhunderts geprägt vom hohen Gewicht des Materials und von der Größe, in der die Spielmarken jener Zeit in Handarbeit hergestellt waren. In Ermangelung heute zur Verfügung stehender Rohstoffe und Herstellungstechniken, ließen die „Spielmacher“ sich einiges einfallen, ihre Spielmarken einerseits fälschungssicher fertigen zu lassen, andererseits für einen möglichst geringen Abrieb zu sorgen. Unterschiedliche Materialien wie geharztes Eichenholz, Elfenbein und Glas waren keine Seltenheit; dies bewirkte, dass die in Form und Farbe unterschiedlich anzusehenden Kombinationen sich auf dem Tuch des Spieltischs häuften. Nur wenige aufeinandergelegte Spielmarken vermittelten dem Betrachter den Eindruck kleiner Türme, eben jener Gebilde, durch die sich die Bezeichnung „Stellungen“ einbürgerte. Dabei war es der Geschicklichkeit des Spielers, oder des Croupiers, dem eine Wette zur Annonce gegeben wurde, überlassen, die oft durch Verschleiß unebenen, abgegriffenen Spielmarken so geschickt zu stellen, dass nach Auslosung der Gewinnchance eindeutig ablesbar war, in welcher Höhe und auf welchen Chancen die Wetten mit den „Spielmachern“ eingegangen waren.
Im Verlauf des 20. Jahrhunderts mit Beginn automatisierter Fertigung und der Einführung synthetischer Rohstoffe für die Spielmarkenherstellung entstand der immer flacher werdende Jeton, der in Massen produziert in den modernisierten Spielbanken schnell Einzug fand, was im Sprachgebrauch den Begriff Stellung verdrängt hat.
Erst mit Aufkommen der vollautomatisierten American Roulett-Tische, bei denen Maschinen die Sortierung und „das Bauen von Türmchen“ für den Croupier übernehmen, lebt der Begriff wieder auf, da die maschinengerechten Jetons nun wieder dicker und schwergewichtig geworden sind. Eine von einem Spieler in seiner Jetonfarbe platzierte Satzkombination bezeichnet man als markierte Stellung.
Das Casino von Monte Carlo verfügt über die umfangreichste Sammlung alter Jetons aus allen Epochen und zeitweise werden auf antiken Roulettetischen Stellungen in den Originalspielmarken ihrer Zeit nachgebaut.